# Медіша
Медіша (рум. Medișa) — село у повіті Сату-Маре в Румунії. Входить до складу комуни Віїле-Сату-Маре.
Село розташоване на відстані 425 км на північний захід від Бухареста, 22 км на південний схід від Сату-Маре, 102 км на північний захід від Клуж-Напоки.

## Населення
За даними перепису населення 2002 року у селі проживали 276 осіб.
Національний склад населення села:
| Національність | Кількість осіб | Відсоток |
| -------------- | -------------- | -------- |
| румуни         | 268            | 97,1%    |
| угорці         | 8              | 2,9%     |

Рідною мовою назвали:
| Мова      | Кількість осіб | Відсоток |
| --------- | -------------- | -------- |
| румунська | 268            | 97,1%    |
| угорська  | 8              | 2,9%     |